# Gauthier Maravat
Gauthier Maravat (Agen, 11 de junio de 2000) es un jugador profesional francés de rugby que se desempeña en la posición de segunda línea en Castres Olympique, equipo perteneciente a la liga Top 14.

## Carrera
Maravat es un jugador de formación francesa (JIFF). Comenzó su carrera deportiva con el equipo Sporting Union Agen, en el cual jugó siete temporadas (2015-2022), después pasó a Castres Olympique, donde lleva jugando dos temporadas.